# Armstrong County (Texas)
Armstrong County je okres ve státě Texas v USA. Žije zde přibližně 1 800 obyvatel. Správním městem okresu je Claude, které je rovněž jeho největším městem. Celková rozloha okresu činí 2 367 km².